# Автономна нервова система
Автоно́мна нерво́ва систе́ма (АНС; вегетативна н.с. (інколи вісцеральна)) — у ссавців частина нервової системи, яка керує мимовільними діями гладеньких м'язів (стравоходу, кровоносних судин), серця і залоз. Функцією автономної нервової системи є підтримка гомеостазу — сталості внутрішнього середовища організму  і пристосування до умов навколишнього середовища, що постійно змінюється (гомеокінезу). Вона не підкоряється свідомості, хоча й підпорядкована спинному та головному мозку.

## Види
Звичайно автономна нервова система поділяється на відділи:
- симпатичну НС
- парасимпатичну НС
Також частиною АНС вважається метасимпатична нервова система.
Раніше відділяли ентеричну НС, до якої відносили рефлекторні дуги, які замикаються в підслизовому і між м'язовому сплетіннях кишки. Зараз ввели ширше поняття — метасимпатичної нервової системи, яке охоплює автономну НС вісцеральних органів, у тому числі й травного тракту.
Симпатична система відповідає на стрес, збільшуючи серцебиття, кров'яний тиск, цілком готуючи тіло до дій.
Парасимпатична система домінує у стані спокою, сприяє відновленню запасів енергії під час відпочинку, викликає заспокійливу і розслаблювальну дію, відновлює гомеостаз.
Симпатичні нерви іннервують фактично всі органи й тканини організму;
Парасимпатичні нерви НЕ іннервують скелетні м'язи, ЦНС, більшу частину кровоносних судин і матку.
Симпатична система відрізняється високою чутливістю до адреналіну, а парасимпатична система виявляє високу чутливість до холіноподібних речовин.

## Походження
Більшість клітин автономної нервової системи в ембріогенезі походять від клітин нервового гребеня.

## Функції
Іннервує внутрішні органи, шкіру, гладкі м’язи, залози внутрішньої секреції та серце, кровопостачання і трофіку всіх органів, а також підтримує сталість внутрішнього середовища організму та пристосування до зовнішніх  чинників. 
Автономна нервова система не має своїх особливих аферентних, чутливих шляхів. Чутливі імпульси від органів йдуть у складі чутливих волокон, які є спільними для автономної та соматичної нервових систем. Вищий контроль та регуляція функцій автономної нервової системи, як і соматичної, відбувається за допомогою кори півкуль великого мозку.
Соматична та автономна нервові системи відрізняються не лише за функцією, а й за будовою, а саме: соматичні рухові волокна виходять зі спинного мозку сегментарно, а автономні волокна виходять лише з певних центрів: мезенцефалічного, бульбарного (парасимпатичні ядра черепних нервів у ромбоподібній ямці), які об’єднані в краніальний відділ; тораколюмбального (бічні роги протягом сегментів від CVIII до LII-III), сакрального (бічні роги протягом сегментів SII-IV).
Тораколюмбальний відділ належить до симпатичного відділу, а краніальний і сакральний – до парасимпатичного.
Соматичні нервові волокна мають добре помітну м’якотну оболонку, а в автономних вона відсутня.
Тіла клітин соматичних нейронів знаходяться у передніх рогах спинного мозку, а їхні відростки (аксони), не перериваючись, досягають скелетних м’язів. Нервові відростки автономних нейронів перериваються в автономних вузлах. Отже, тут є передвузлові (прегангліонарні) і післявузлові (постгангліонарні) волокна.
Найпростіша рефлекторна дуга соматичної нервової системи складається з двох нейронів, а автономної – з трьох (є вставний нейрон); її еферентна ланка складається не з одного, а з двох нейронів.